# Liometopum apiculatum
Liometopum apiculatum es una especie de hormigas de la subfamilia Dolichoderinae. Liometopum apiculatum se encuentra en las regiones semiáridas de sudoeste norteamericano y en México, hasta Quintana Roo.

## Taxonomía
Liometopum apiculatum fue descrito por Mayr (1870), que primero describió a las obreras de esta especie. Emery (1895) después  describió las reinas, Wheeler (1905) describió los machos y Wheeler & Wheeler (1951) describieron las larvas. Shattuck (1994) consideró a L. apiculatum como sinónimo principal de Liometopum masonium. La especie fue confirmada por Del Toro et al. (2009).

## Hábitat
Liometopum apiculatum se encuentra en regiones áridas y semiáridas del sudoeste de Estados Unidos y en México. Llegan hasta Colorado, pasando por Texas, Nueva México, sur de Arizona hasta México. Generalmente se encuentran a altitudes de  1000 a 2000 m s. n. m. A mayores alturas, se encuentran en bosques de pinos piñoneros y ponderosa y zonas riparias. A altitudes más bajas, habitan matorrales de creosota y pastizales en microhábitats de arcilla, rocas y troncos caídos en deterioro. También se los encuentra en prados en los valles, bosques caducos de cañones, bosques de pino ponderosa, cedro, roble y Populus. A mayores alturas son menos abundantes y son reemplazados por L. luctuosum. La altura  juega un importante papel en la población de Liometopum. En regiones de México exploradas por (Conconi et al., 1983b), L. luctuosum y L. apiculatum se encuentran solamente entre 2000 y 3000 m s. n. m. Aunque las condiciones parecieran beneficiosas, la especie está ausente. En los Estados Unidos, L. apiculatum se encuentra entre 1300 y 2400 m s. n. m.

## Nidos
Los nidos se encuentran bajo tierra y tienen una estructura característica. Llenan las cámaras huecas con una red de tierra aglomerada y secreciones salivares con textura de cartón.

## Alimentación
Liometopum apiculatum son carnívoros oportunistas y granívoros. Se los ha observado forrajeando insectos muertos; las colonias más grandes pueden ser depredadoras. También se alimentan de anélidos, crustáceos, moluscos, vertebrados muertos, material fecal y néctar extrafloral. También obtienen néctar y otras sustancias extra ováricas de plantas como  Agave scabra and Agave chisosensis) y Yucca spp. Los residuos de comida humana también los atraen. Se alimentan de la melaza de membrácidos como Vanduzea segmentata, de áfidos y también solicitan este alimento de otras hormigas como Pogonomyrmex barbatus, Camponotus sayi y Solenopsis xyloni.

## Forrajeo
Liometopum apiculatum forrajean de mayo a septiembre. Las obreras forrajean casi exclusivamente en senderos de 3 cm de ancho en la superficie del suelo, pero cuando la temperatura sube abruptamente a mediodía dejan de forrajear y buscan refugio bajo rocas. Los movimientos de esta especie son menos erráticos que los de L. occidentale a temperaturas más altas.

## Reproducción
Se encuentran estadios inmaduros de reproductivos (machos y reinas vírgenes) de L. apiculatum en los nidos de mayo a agosto, mientras que el resto del año hay solo crías de la casta obrera. Se han coleccionado machos y reinas vírgenes fuera del nido de junio a agosto y reinas fertilizadas bajo rocas o troncos en julio y agosto. Los vuelos nupciales de esta especie ocurren durante el día después de una lluvia espesa en los meses de abril a mayo. Antes del vuelo nupcial, hay gran agitación en el nido, con obreras moviéndose en zigzag. Los machos y hembras aladas salen del nido y las obreras los muerden forzándolos a trepar a plantas cercanas , siguen haciéndolo hasta hacerlos alzar el vuelo. El apareamiento tiene lugar en vuelo. Después los machos y hembras caen al suelo a veces aun en cópula.

## Ciclo vital
Conconi et al. (1983) estudiaron la longevidad de cada casta en colonias de esta especie. Estudiaron el ciclo de vida en diferentes condiciones de humedad, temperatura y sustrato. Colocaron reinas en tubos de vidrio con algodón humedecido o en jarras de vidrio en el suelo en diferentes condiciones de humedad y temperatura. Las castas reproductivas presentaron las siguientes longevidades: machos de 15 a 37 días, hembras vírgenes entre 19 y 268 días y hembras fertilizadas de 17 a 316 días. Sin embargo este último número es desusadamente bajo para una reina, entonces es posible que la especie tenga varias reinas o que estas vivan más tiempo en condiciones normales.

## Usos
Liometopum apiculatum y L. occidentale var. luctuosum se usan en preparación de un plato, llamado escamol, en México.